# Goustranville
Goustranville ist eine französische Gemeinde mit 327 Einwohnern (Stand 1. Januar 2022) im Département Calvados in der Region Normandie. Sie gehört zum Arrondissement Lisieux und zum Kanton Cabourg. 
Nachbargemeinden sind Varaville im Nordwesten, Brucourt im Norden, Cricqueville-en-Auge im Nordosten, Putot-en-Auge im Südosten und Basseneville im Südwesten. 

## Bevölkerungsentwicklung
| Jahr      | 1962 | 1968 | 1975 | 1982 | 1990 | 1999 | 2008 | 2015 |
| --------- | ---- | ---- | ---- | ---- | ---- | ---- | ---- | ---- |
| Einwohner | 153  | 140  | 137  | 181  | 181  | 187  | 180  | 181  |